# Вятша (деревня)
Вятша — деревня в Демидовском районе Смоленской области России. Входит в состав Карцевского сельского поселения. Население — 10 жителей (2007 год).
Расположена в северо-западной части области в 8 км к северо-западу от Демидова, в 4 км западнее автодороги Р133 Смоленск — Невель, на берегу реки Каспля. В 51 км южнее деревни расположена железнодорожная станция Поселковая на линии Смоленск — Витебск.

## История
В годы Великой Отечественной войны деревня была оккупирована гитлеровскими войсками в июле 1941 года, освобождена в сентябре 1943 года.